# Большой Сундырь (Моргаушский район)
Большо́й Сунды́рь (чув. Мăн Сĕнтĕр) — село в Моргаушском районе Чувашии, административный центр Большесундырского сельского поселения.

## География
Село расположено на реке Сунды́рь (впадает в Волгу). Через село проходит автомагистраль Р-173.

### Улицы
Анисимова, Багрова, Горького, Заводская, Ленина, Мира, Мичурина, Молодёжная, Новая, Полевая, Северная, Советская, Трудовая; пер. Учительский

## Население
| 1959 | 2010  | 2012  |
| ---- | ----- | ----- |
| 995  | ↗1488 | ↗1546 |

По данным Всероссийской переписи населения 2002 года в селе проживали 1537 человек, преобладающая национальность — чуваши (86%).

## История
По состоянию на 1917 год:
- Губерния — Казанская
- Уезд — Козьмодемьянский
- Волость — Татаркасинская

Название Сундырь (чув. Сĕнтĕр) происходит от горномарийского топонимического названия «Шындыр» (река Сундырь), которое состоит из слов «шын» — «река, водный источник»; «дыр» / «тыр» — «край, берег».
По профессора А.А. Гусева в селе Большой Сундырь население активно занималось изготовлением керамической посуды и строительного кирпича. Так уже в конце XIX века в селе было пять артелей по их производству. Произведённый кирпич и керамическая посуда активно продавались на местном базаре, а также вывозились на продажу в Нижний Новгород и Казань, где пользовались особенным спросом. Кустарные производства находились, как правило, по берегу реки Сундырь, так как для производства кирпича и посуды нужна была в больших количествах вода, там же находились и печи для их обжига.
По словам очевидцев, как утверждает А.А. Гусев, небольшие печи для обжига были столь многочисленными, что дым от их работы застилал практически всю низинную часть села. Три кирпичных завода находились в районе деревни Верхние Олгаши, села Большой Сундырь (в районе Красного Яра) и деревни Нижние Олгаши (в районе лесного массива Оривары), а кустарные кирпичные производства располагались практически по всему берегу реки Сундырь в пределах села. Гончарные производства и небольшие кустарные мастерские по изготовлению керамических изделий размещались в основном по улице Заводская (от плотины на реке Сундырь до кирпичного завода).
Заводская улица — одна из старейших улиц села Большой Сундырь. На ней располагались и другие производства, например, маслозавод, промкомбинат и кирпичный завод. Остатки производств местного кирпича ещё можно найти в окрестностях села и сейчас. Вплоть до начала 80-х годов XX века в селе работал один из старейших в Чувашской Республике Большесундырский кирпичный завод, производивший кирпич, из которого построена Троицкая церковь (1892) и основная часть кирпичных строений села.
Первые письменные источники о Сундыре относятся к XVIII веку, где русская писательница Александра Фукс описывает русское поселение Сундырь-базар, здесь каждый четверг собираются чуваши на базар.
В 1927 году Большой Сундырь стал центром Татаркасинского района (в 1939 году переименован в Сундырский район) и оставался им до 1962 года.

## Инфраструктура
На территории Большого Сундыря расположены Большесундырское райпо и другие предприятия малого бизнеса. Райпо выпускает хлебобулочные изделия и разные безалкогольные напитки. Есть частные магазины и магазины райпо. Тут также расположены библиотека, парк, автозаправка, больница, школа, детский сад, православная церковь. Есть воскресный рынок, кафе, пиццерия.

## Известные люди
- Троянов, Лев Сергеевич — советский конструктор бронетехники, специалист в области создания танков и самоходных артиллерийских установок
- Анисимов, Яков Анисимович — Герой Советского Союза